# Губертусбург
Губертусбург (Hubertusburg) — охотничий замок саксонских монархов из династии Веттинов в примерно 70 километрах от Дрездена. Расположен в Вермсдорфе, неподалёку от одноименного старого охотничьего замка. Назван в честь св. Губерта — небесного покровителя охотников.

## История

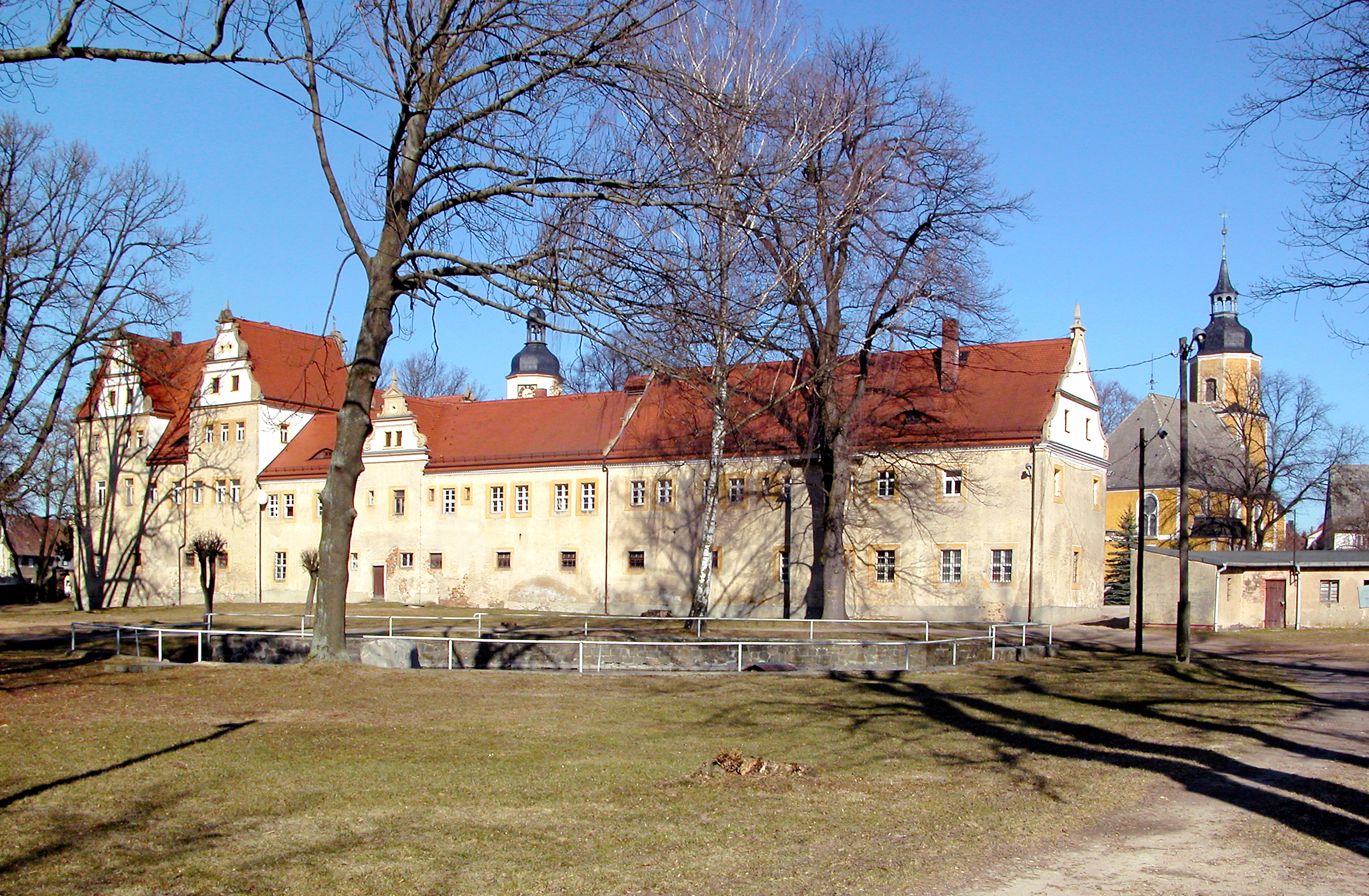
Старый охотничий замок

Лес вокруг Вермсдорфа был излюбленным местом охоты саксонских правителей еще со времен курфюрста Кристиана II, который отстроил там в 1610 году охотничий замок в стиле Саксонского ренессанса. При курфюрсте Иоганне Георге I старый замок был значительно расширен в 1617—1626 гг.
В 1721 году курфюрст Саксонии и король Польши Август Сильный начал строительство нового охотничьего замка внушительных размеров в стиле барокко и через три года, в 1724 году замок был построен.
В 1760 году, во время Семилетней войны, замок подвергся разорению прусской армией. В отстроенном затем Губертусбурге помещалась с 1774 года королевская фаянсовая фабрика.
В 1815 году Губертусбург снова стал королевским охотничьим замком, поскольку король Фридрих Август I (король Саксонии) был страстным любителем охоты.
В 1840 году в замке была устроена государственная тюрьма, которая располагалась там до 1872 года. Одними из последних узников тюрьмы стали Вильгельм Либкнехт и Август Бебель.
После этого в Губертусбурге за счёт государства содержались (преимущественно женские) благотворительные заведения: для неизлечимых душевнобольных, воспитательные дома для идиотов, разные лечебницы и тому подобное.
Историческую известность Губертусбург получил по заключенному здесь в 1763 году между Австрией, Пруссией и Саксонией Губертусбургскому миру, положившему конец Семилетней войне.
Замок является одной из крупнейших охотничьих резиденций в Европе.

## Галерея

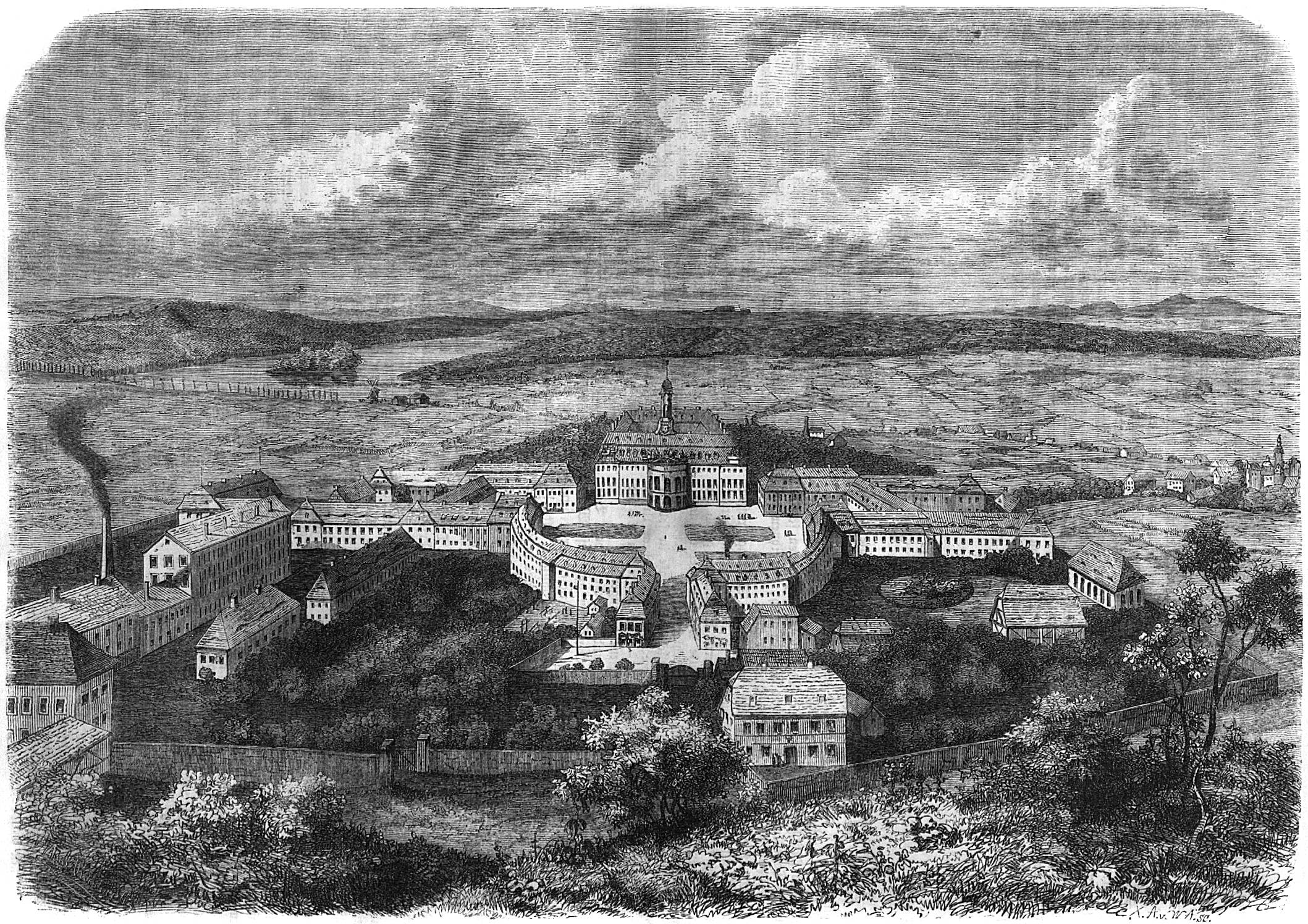
Ансамбль замка на гравюре 1858 года
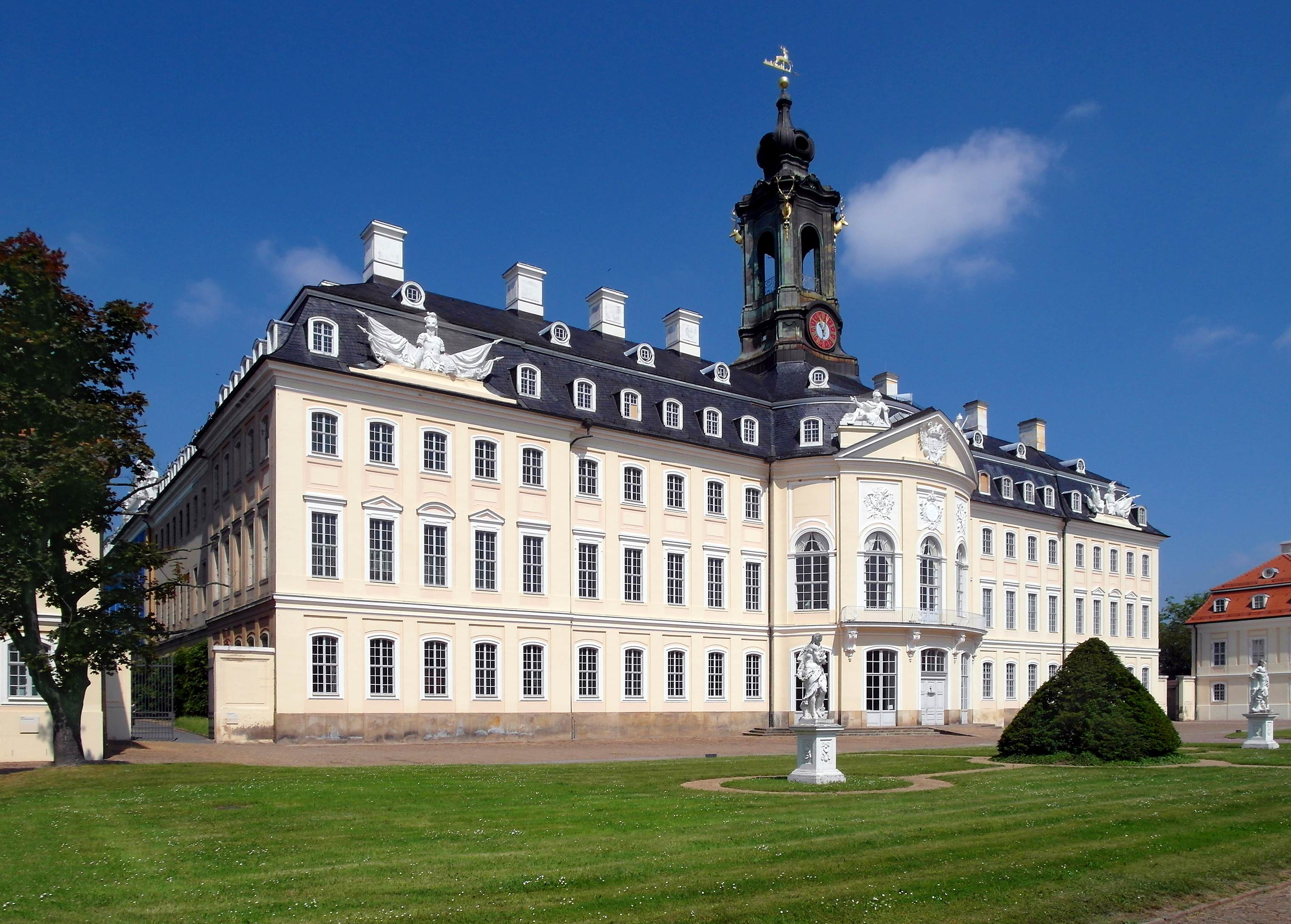
Главное здание
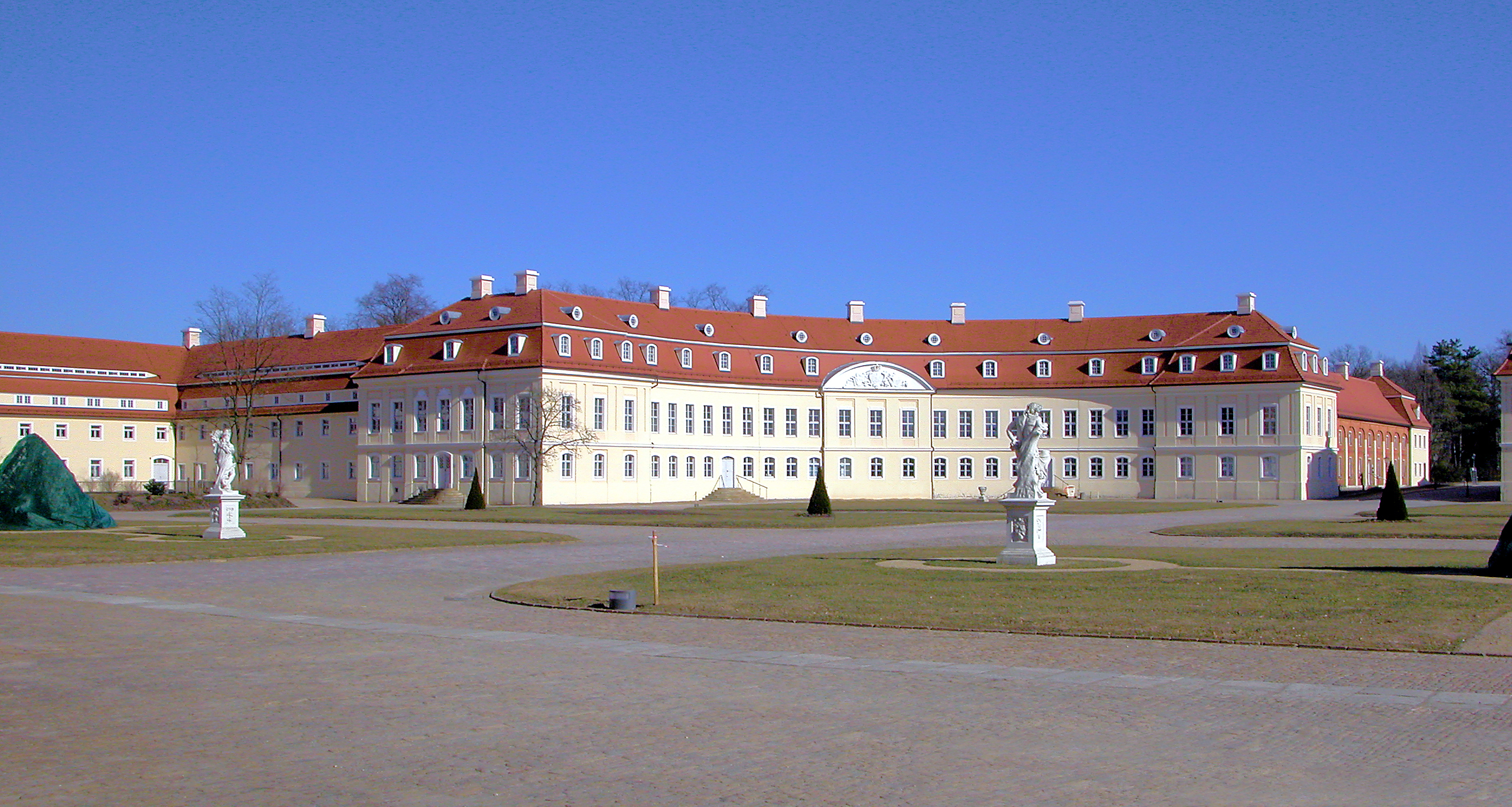
Правый флигель замка - католический приходской дом
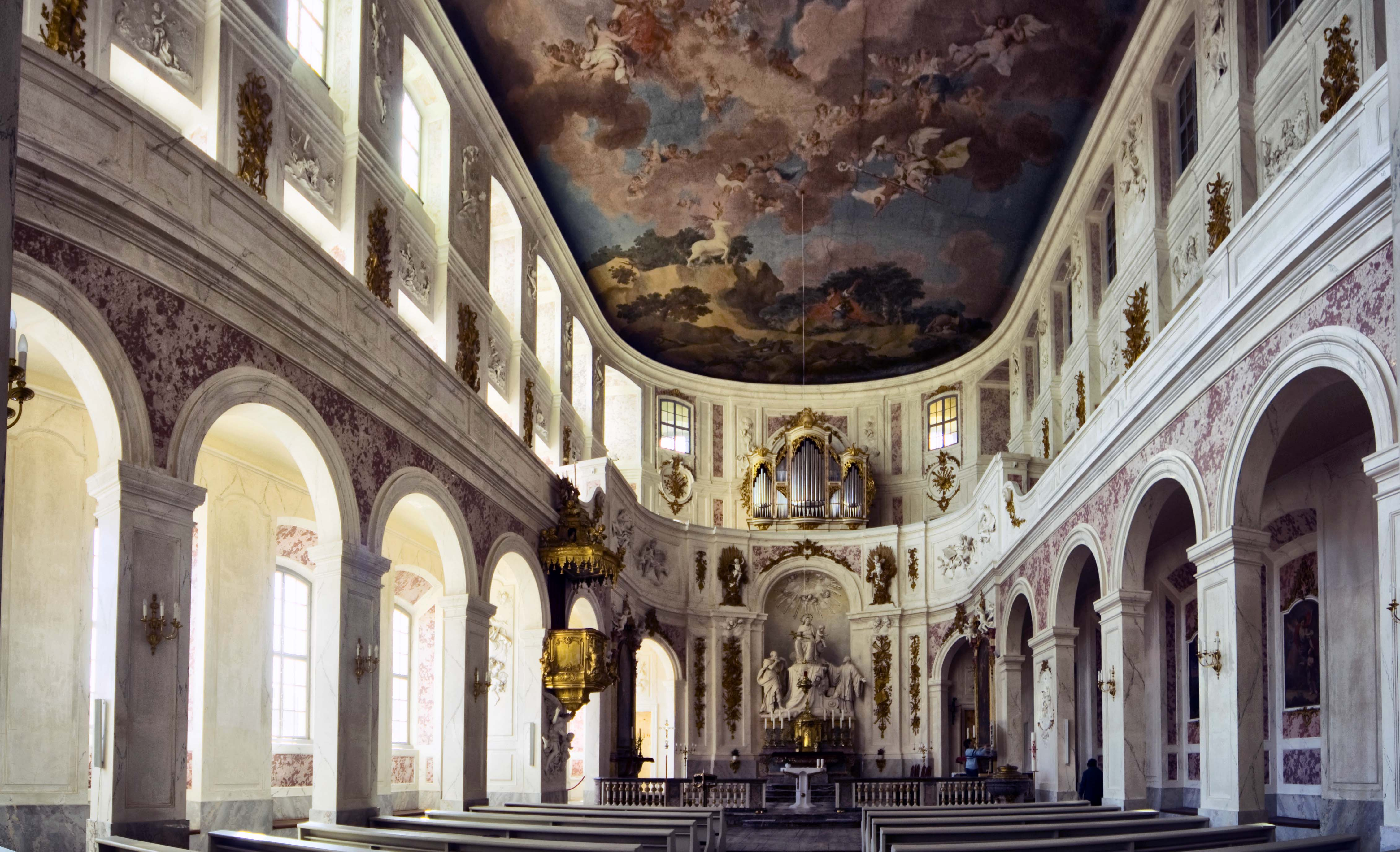
Замковая церковь (католическая)
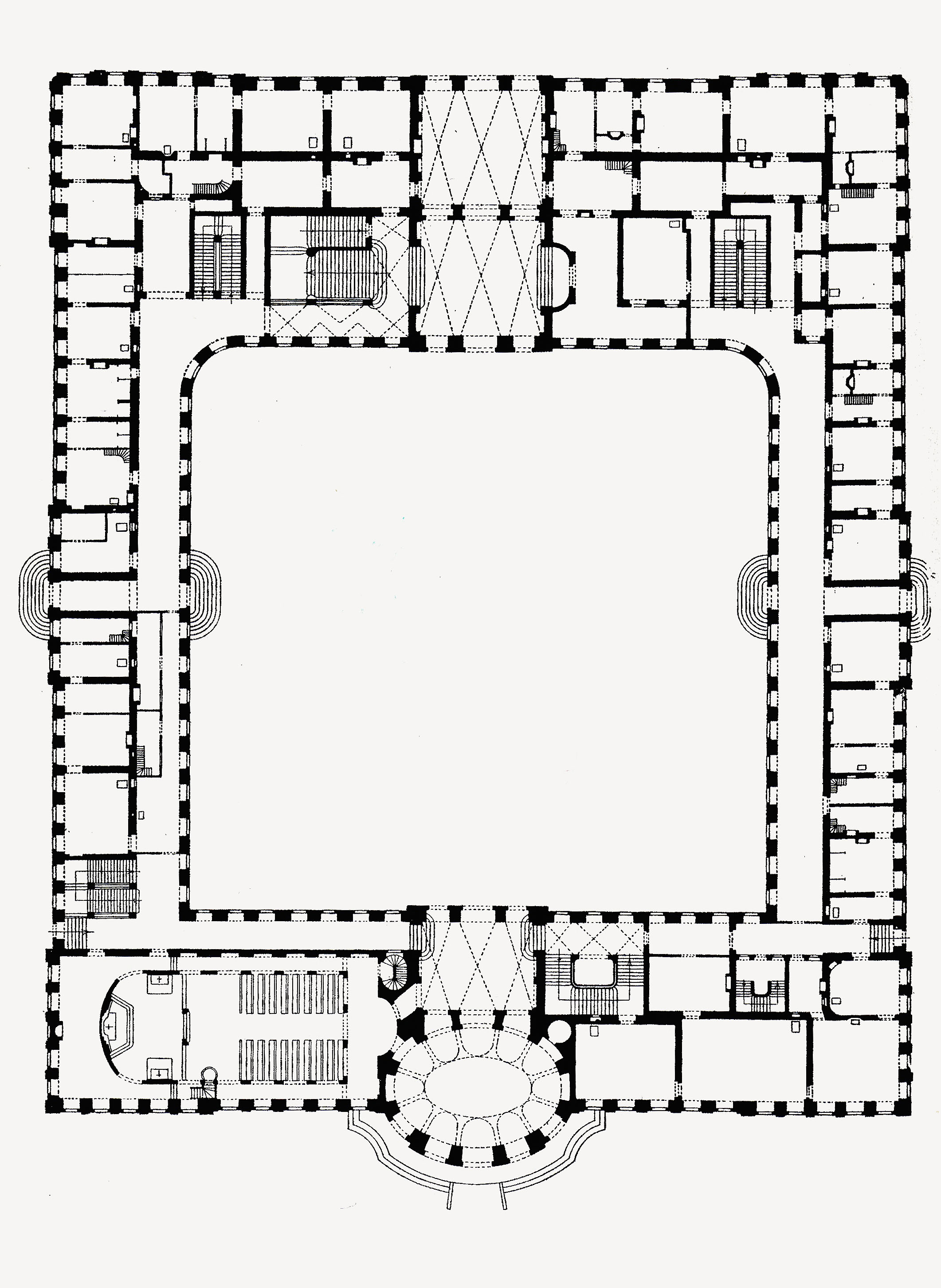
План главного здания замка